# لي جاي ألستون
لي جاي ألستون (بالإنجليزية: Lee J. Alston)‏ هو اقتصادي أمريكي، ولد في 29 مارس 1951 في بورت واشنطن في الولايات المتحدة.